# 尼茲尼克島
69°47′S 68°30′W / 69.783°S 68.500°W
尼茲尼克島是南極洲的島嶼，位於帕爾默地對開喬治六世海峽北部，該島嶼在1947至1948年由美國探險隊發現，現時受南極條約管理。